# لا اسکالا (اسپانیا)
لا اسکالا (اسپانیا) (به اسپانیایی: L'Escala) یک شهرستان در اسپانیا است که در استان خرنا واقع شده‌است.

## خصوصیات
لا اسکالا ۱۶ کیلومترمربع مساحت و ۱۰٬۳۸۷ نفر جمعیت دارد و ۱۴ متر بالاتر از سطح دریا واقع شده‌است.